# 北緯67度線
北緯67度線（ほくい67どせん）は、地球の赤道面より北に67度の角度を成す緯線。北極圏から約50km北にあり、大西洋、ヨーロッパ、アジア、北アメリカを通過する。
この緯度の下では、6月2日頃から7月11日頃までの約1ヶ月間は白夜になり、冬至点時の可照時間は1時間31分である。

## 通過する地域一覧
北緯67度線は、本初子午線から東に向かって以下の場所を通っている。
| 地理座標                                               | 国土・領土・領海 | 備考                                                                        |
| ------------------------------------------------------ | ---------------- | --------------------------------------------------------------------------- |
| 北緯67度0分 東経0度0分 / 北緯67.000度 東経0.000度      | 大西洋           | ノルウェー海                                                                |
| 北緯67度0分 東経13度52分 / 北緯67.000度 東経13.867度   | ノルウェー       | ヌールラン県                                                                |
| 北緯67度0分 東経16度16分 / 北緯67.000度 東経16.267度   | スウェーデン     |                                                                             |
| 北緯67度0分 東経23度47分 / 北緯67.000度 東経23.783度   | フィンランド     |                                                                             |
| 北緯67度0分 東経29度5分 / 北緯67.000度 東経29.083度    | ロシア           |                                                                             |
| 北緯67度0分 東経41度20分 / 北緯67.000度 東経41.333度   | 白海             |                                                                             |
| 北緯67度0分 東経44度23分 / 北緯67.000度 東経44.383度   | ロシア           | カニン半島                                                                  |
| 北緯67度0分 東経46度33分 / 北緯67.000度 東経46.550度   | バレンツ海       | チェシャ湾                                                                  |
| 北緯67度0分 東経47度43分 / 北緯67.000度 東経47.717度   | ロシア           |                                                                             |
| 北緯67度0分 東経71度55分 / 北緯67.000度 東経71.917度   | オビ湾           |                                                                             |
| 北緯67度0分 東経73度53分 / 北緯67.000度 東経73.883度   | ロシア           |                                                                             |
| 北緯67度0分 西経172度28分 / 北緯67.000度 西経172.467度 | チュクチ海       |                                                                             |
| 北緯67度0分 西経162度51分 / 北緯67.000度 西経162.850度 | アメリカ合衆国   | アラスカ州                                                                  |
| 北緯67度0分 西経141度0分 / 北緯67.000度 西経141.000度  | カナダ           | ユーコン準州 ノースウエスト準州 - グレートベア湖の最北端を通過 ヌナブト準州 |
| 北緯67度0分 西経81度36分 / 北緯67.000度 西経81.600度   | フォックス湾     |                                                                             |
| 北緯67度0分 西経72度49分 / 北緯67.000度 西経72.817度   | カナダ           | ヌナブト準州 - バフィン島                                                   |
| 北緯67度0分 西経62度2分 / 北緯67.000度 西経62.033度    | デービス海峡     |                                                                             |
| 北緯67度0分 西経53度40分 / 北緯67.000度 西経53.667度   | グリーンランド   |                                                                             |
| 北緯67度0分 西経33度44分 / 北緯67.000度 西経33.733度   | 大西洋           | デンマーク海峡 グリーンランド海 ノルウェー海                                |